# Zaginiona (powieść)
Zaginiona (ang. Long lost) – powieść amerykańskiego pisarza Harlana Cobena, wydana w 2009 (w Polsce ukazała się 23.10.2015), która jest dziewiątą książką z nagradzanej serii o agencie sportowym Myronie Bolitarze.

## Fabuła
Myron Bolitar dostaje telefon od swojej byłej dziewczyny Terese. W słuchawce słyszy: Przyjedź do Paryża!. Myron, którego nic nie trzyma w Nowym Jorku, zachęcony obietnicą namiętnego weekendu, wsiada w samolot i wylatuje do Europy. Nie spodziewa się jednak, że propozycja dawno nie widzianej kochanki nie jest bezinteresowna. Terese jest podejrzana o zamordowanie męża i wplątuje Myrona w duże kłopoty. Bolitar nie potrafi odmówić pięknej kobiecie, do której poczuł dawno zapomniane uczucia.  Kobieta wyjawia mu tajemnicę, która zmienia nie tylko jej, ale również życie Myrona. Na szczęście bohatera nie opuszczają najbliżsi przyjaciele- Win Lockwood III oraz Esperanza Diaz.